# Vlag van Morlanwelz
De vlag van Morlanwelz is op onbekende datum bij raadsbesluit vastgesteld als de vlag van de Henegouwse gemeente Morlanwelz. De vlag kan als volgt worden beschreven:
Twee even hoge banen van geel en van rood, met twee doorweven, lege ruiten die de boven- en onderrand van de vlag raken en een rode "M" -letter vormen binnen de gele streep en een gele "W" -letter binnen de rode streep.
De vlag komt overeen met het vlagontwerp van de Raad van Heraldiek en Vexillologie (Frans: Conseil d’héraldique et de vexillologie). Geel en rood zijn de kleuren van de vlag van Wallonië. De vlag is gebaseerd op het embleem van het Musée Royal de Mariemont, een rood vierkant met een witte letter "M", verschoven en slechts gedeeltelijk weergegeven, zodat het ook een "W" oproept. De letter "M" herinnert aan Morlanwelz, Mariemont en Maria van Hongarije, terwijl de letter "W" herinnert aan Raoul Warocqué en Wallonië.